# ويلفورد هوراس سميث
ويلفورد هوراس سميث (بالإنجليزية: Wilford Horace Smith)‏ هو محامي أمريكي، ولد في أبريل 1863 في Leota, Mississippi ‏ في الولايات المتحدة، وتوفي في 9 يونيو 1926 في مانهاتن في الولايات المتحدة.